# 습파
습파(모로코 아랍어: سفة, 표준 아랍어  삽파[*])는 세몰리나 쿠스쿠스나 부순 버미셀리, 쌀 등을 스믄(정제 버터)에 버무린 다음, 쪄서 설탕과 빻은 아몬드 등을 뿌려 내는 음식이다.
아몬드 외에 건포도나 대추야자, 호두 등을 고명으로 쓰기도 하며, 속에 여러 가지 양념을 넣어 조리한 닭고기를 넣어 내기도 한다.

## 이름
모로코 아랍어에서는 단모음 "아"가 약화되어 생략되기 때문에, "습파(sffa)"로 발음된다. 프랑스어권이나 영어권 등에서는 "seffa"라는 철자로 널리 알려져 있다.

## 사진

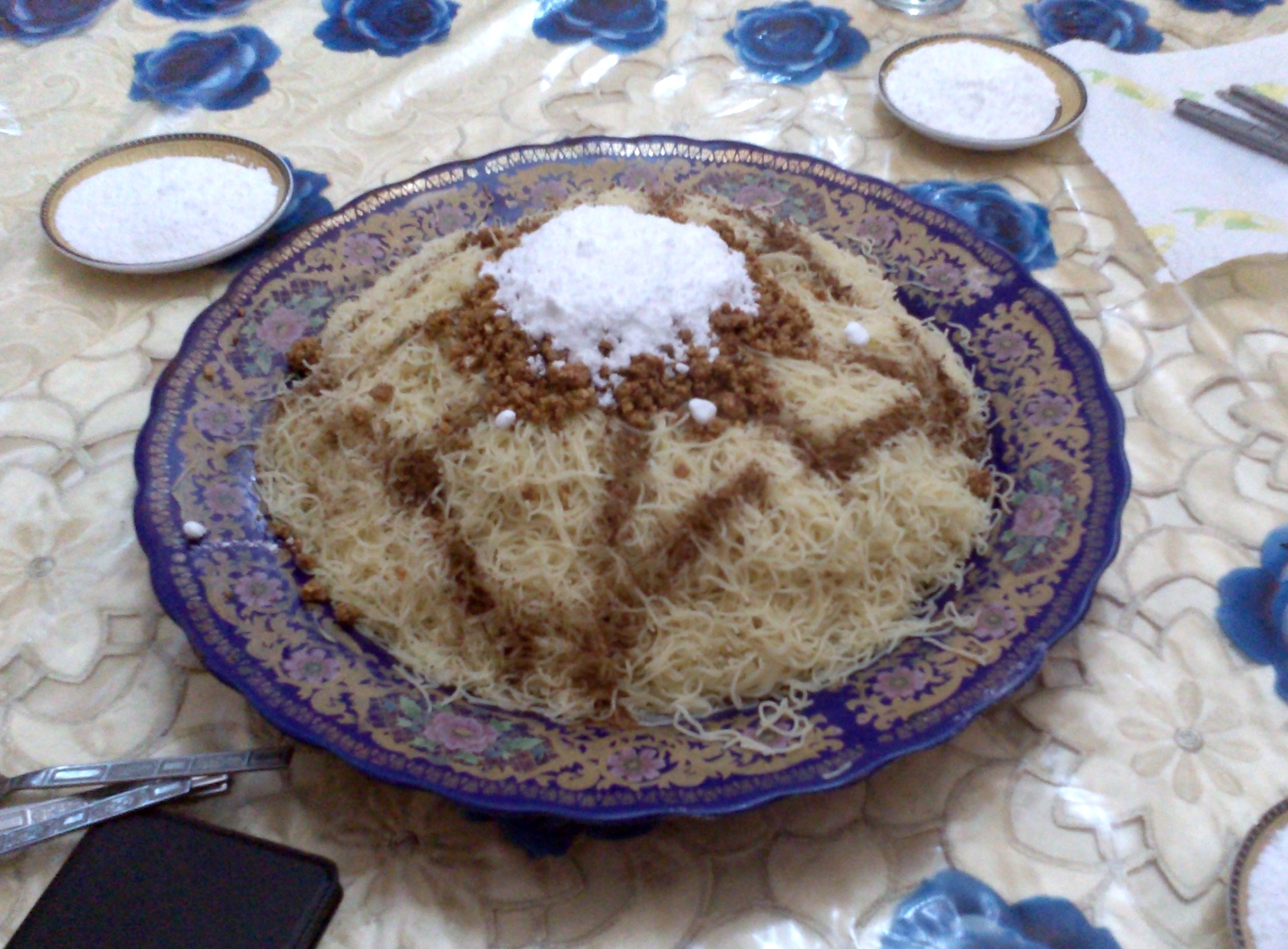
부순 버미셀리 사파
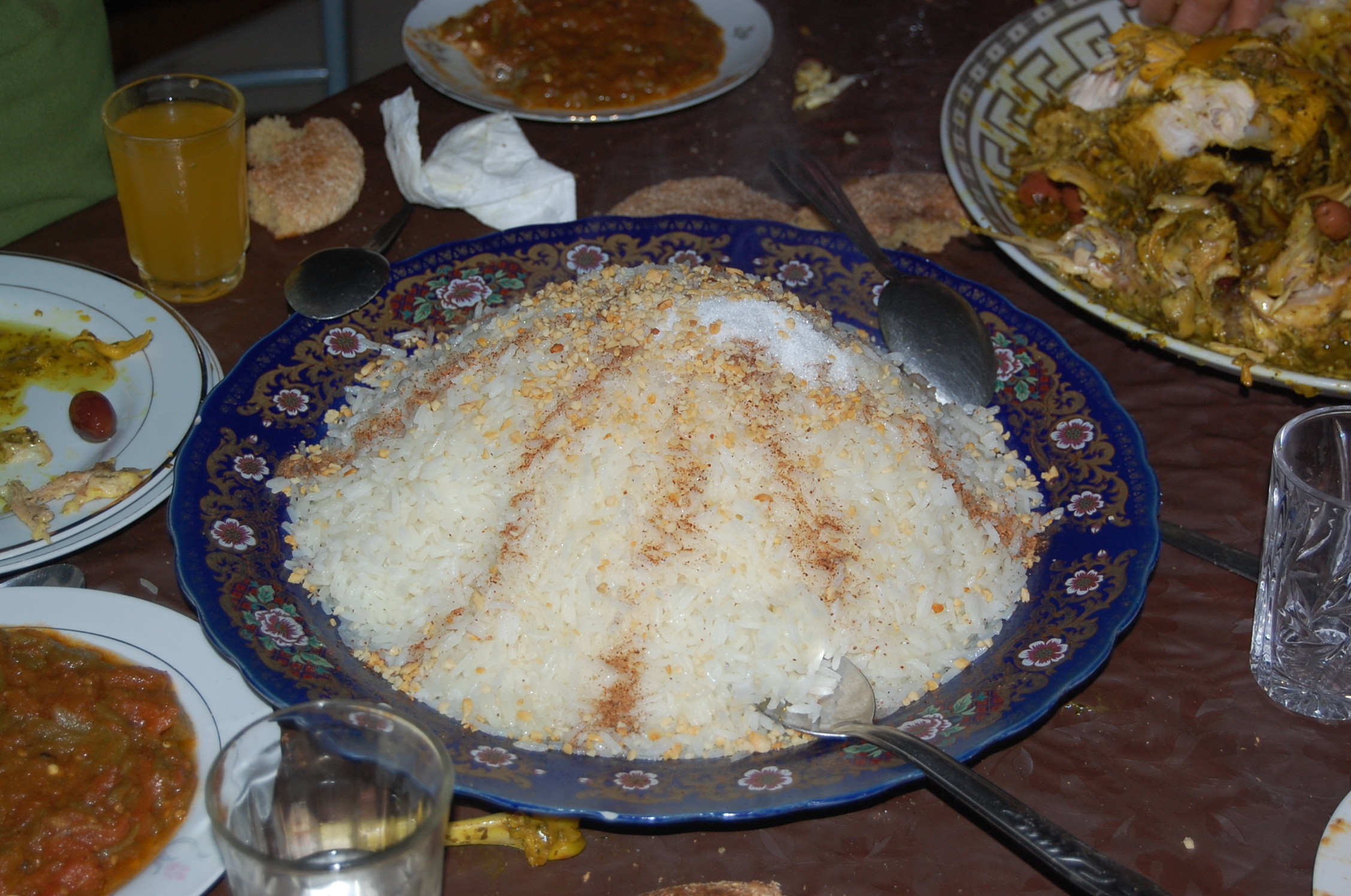
쌀 습파

## 같이 보기
- 마스푸프